# Orientierung (Karte)
Die Orientierung von Karten oder Plänen erfolgt durch ihre Ausrichtung nach Norden (Default, Vorgabe) oder nach einer anderen Bezugsrichtung, angezeigt durch den Nordpfeil. Die Orientierung ist notwendig, um die Plan- oder Karteninhalte mit der Natur vergleichen zu können.
Die Bezeichnung „Orientierung“, bzw. „sich orientieren“ stammt aus der historischen Darstellung, bei der Karten oft mit Jerusalem = oben ausgerichtet wurden. Jerusalem wurde dem Orient gleichgesetzt. Eine Karte orientieren, hieß also, die Karte so zu drehen, dass der Orient oben ist.

## Landkarten, thematische Karten
Will man eine Landkarte in größtmögliche Übereinstimmung mit dem Gegenstand der Abbildung bringen, wird diese waagrecht gehalten und solange gedreht, bis ihre rechte oder linke Kante nach Norden weist. Dies kann auf mehrere Arten erfolgen:
- Durch Vergleich des zurückgelegten Weges mit jenem in der Karte
- durch genäherte Ausrichtung nach der Sonne
- durch Anzielen markanter Kartenpunkte (Berge, Kirchen usw.) und gleichzeitiges Drehen der Karte, bis beide Richtungen übereinstimmen.

## Pläne
Beim Grundriss technischer Pläne ist meist die Ausrichtung nach Gebäudekanten oder Grenzlinien am schnellsten. Besonders genau wird sie durch Alignement, d. h. durch Herstellung der Parallelität zwischen einer Linie und ihrer planlichen Darstellung.
Stellt der Plan hingegen einen Aufriss oder eine seitliche Ansicht dar, wird er senkrecht gehalten und direkt mit dem Gebäude oder der dargestellten Ebene verglichen.

## Erreichbare Genauigkeit
Wie genau die Ausrichtung einer Landkarte ist, hängt von der Methode, dem Wetter und dem Zeitaufwand ab:
- in ~1 Minute auf 10–20°: nach der nächsten Umgebung, z. B. der Richtung der unmittelbar vorher zurückgelegten Wegstrecke
- in ~2 Minuten auf ±10°: nach dem Sonnenstand mit der „Uhrmethode“: Stundenzeiger zur Sonne, Süden ≈ Mitte zwischen 12 h und Zeiger (Achtung bei Sommerzeit)
- in 3–5 Minuten bis zu 1° genau: Anvisieren von ein bis zwei fernen Zielen (Berggipfel, Ortschaft, Straßenkreuzung etc.).

Sollen in die Karte weitere Punkte eingetragen werden, lässt sich die dritte Methode durch einfache Messmethoden auf etwa 0,1° verfeinern – siehe Messtisch (Kartenblatt auf horizontaler Platte montiert) oder geodätisches Sonnenazimut.